# Bernstein-Waldschabe

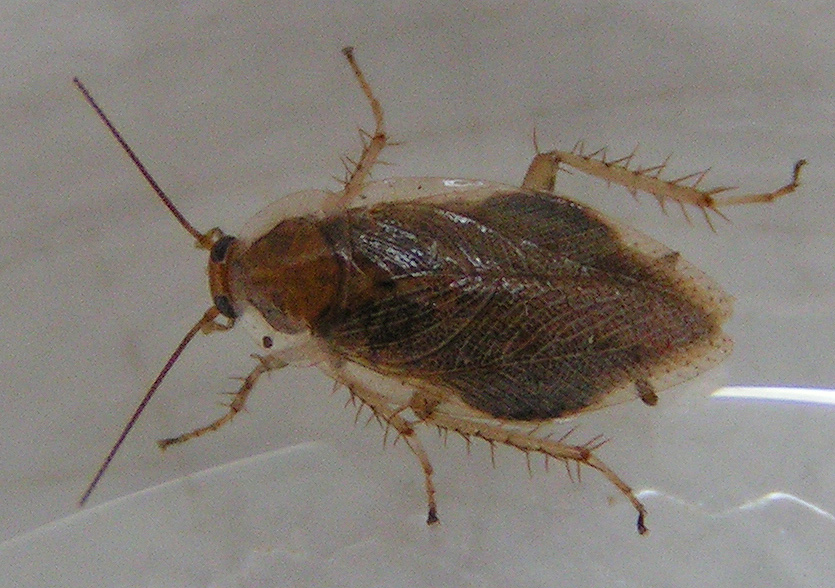
Ein weibliches Exemplar. Die Flügel überragen den Hinterleib

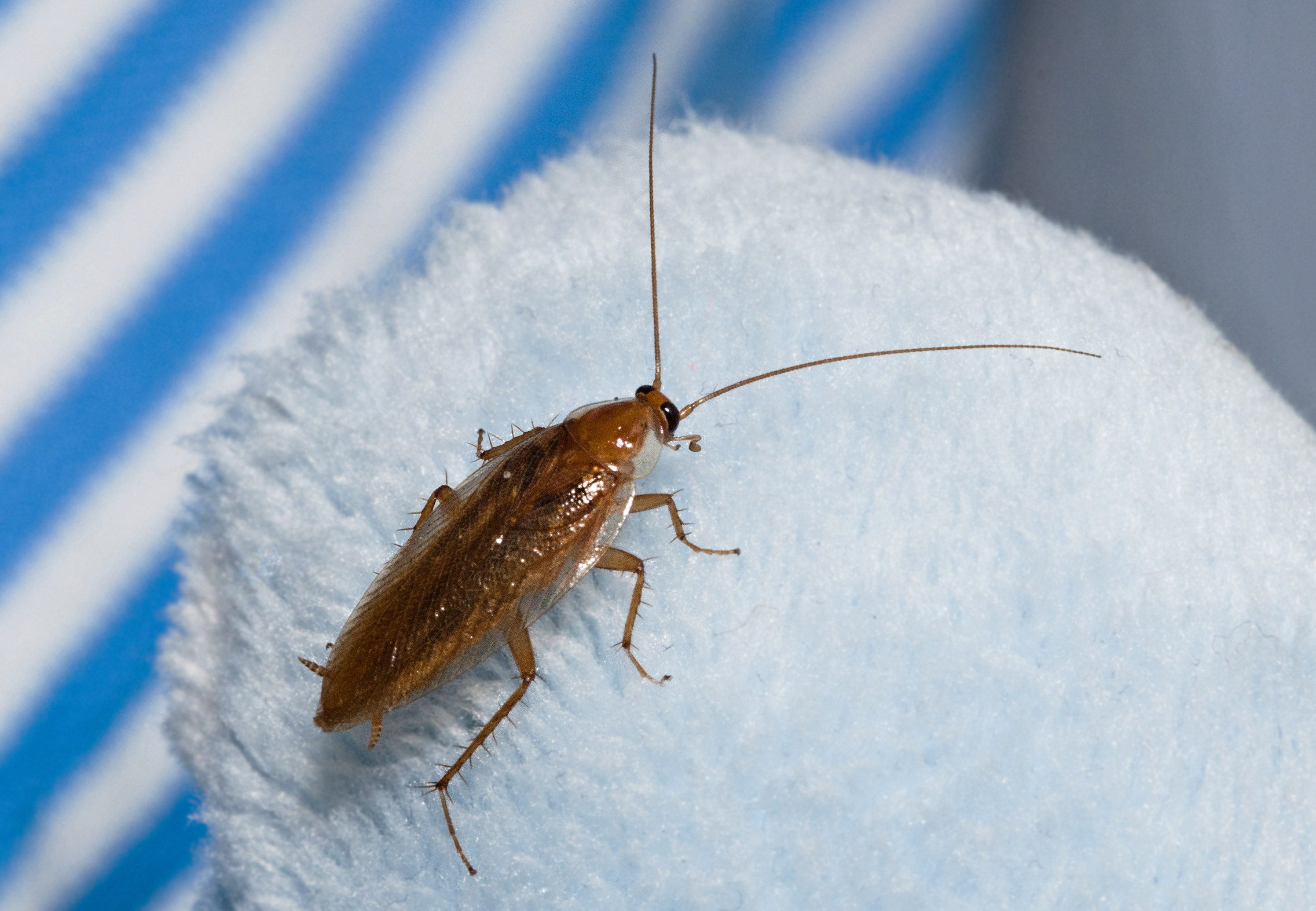
Ein männliches Exemplar

Die Bernstein-Waldschabe (Ectobius vittiventris) ist eine aus Südeuropa stammende Art der Waldschaben. Sie tritt nicht als Vorratsschädling in Erscheinung, da sie sich ausschließlich von sich zersetzendem Pflanzenmaterial ernährt und in Wohnungen wegen Nahrungsmangel innerhalb weniger Tage zugrunde geht. Ihr ursprüngliches Verbreitungsgebiet liegt südlich der Alpen, doch hat sich diese Art dauerhaft nördlich der Alpen und in Deutschland etabliert.
Da die Bernstein-Waldschabe flugfähig ist, verirrt sie sich vor allem bei gehäuftem Auftreten im Freien auch in menschliche Wohnungen. Sie wird von künstlichen Lichtquellen angelockt.

## Merkmale
Die Bernstein-Waldschabe ist eine schlanke Schabe. Der hellbraune Körper des adulten Tiers ist 9–14 mm lang, die Fühler sind etwa noch einmal so lang wie der Körper. Die Beine sind auffallend bedornt. Der Halsschild hat eine einheitlich hellbraune Färbung und ist am Rand durchscheinend. Die meist einfarbig ockerfarbene Halsschildscheibe in der Mitte des Halsschilds ist zuweilen mit paarigen größeren, verwaschen bräunlichen Flecken versehen. Die Flügel überragen bei beiden Geschlechtern die Spitze des Hinterleibs, sie sind manchmal fein gepunktet, aber immer ohne größere dunkle Flecken.
In vielen Fällen ist die Art anhand des einheitlich blass gefärbten, durchscheinenden Halsschilds von ähnlichen Arten in Mitteleuropa unterscheidbar. Für eine sichere Bestimmung sind im Zweifelsfall weitere Merkmale heranzuziehen. Ihre Zugehörigkeit zur Gattung Ectobius zeigt sich etwa an der Bedornung der Unterseite der Mittel- und Hinterschenkel der Beine, diese tragen keine Dornenreihen, sondern nur ein bis zwei Dornen. Für die sichere Artbestimmung ist die Form des Stylus (eines Anhangs an der Hinterleibsspitze) und die Gestalt eines Drüsenfelds auf der Oberseite des Hinterleibs beim Männchen heranzuziehen. Die Oothek des Weibchens ist 2,9 bis 4,9 Millimeter lang und in Längsrichtung leicht gekrümmt. Die Trennlinien der Eikammern scheinen als feine Querlinien durch. Die Oberfläche ist mit über 30 feinen Längsrippen skulpturiert.
Die Unterseite des Hinterleibs der Weibchen ist überwiegend gelblich gefärbt, mit schmalen, sich zur Mitte verbreiternden segmentalen dunklen Querbanden. Die Drüsengruben der Männchen sind sehr groß, nehmen mehr als ein Drittel der Segmentbreite des 8. Tergits ein, sind queroval geformt und wannenförmig vertieft. An der Vorder- und Hinterwand ist sie mit langen Haaren versehen. Die Styli am Hinterleibsende sind groß.

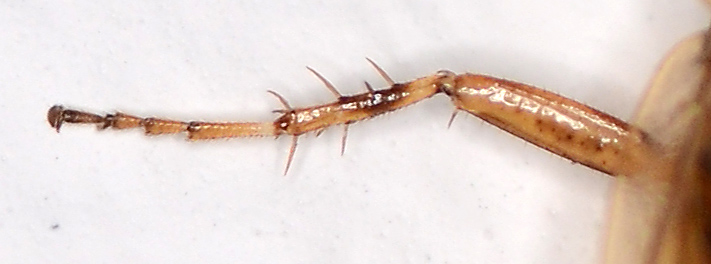
Ein Bein der Bernstein-Waldschabe
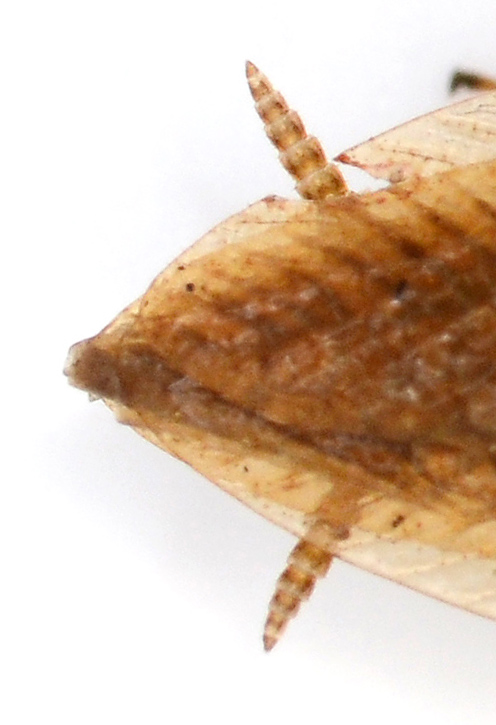
Die Styli am Hinterleibsende
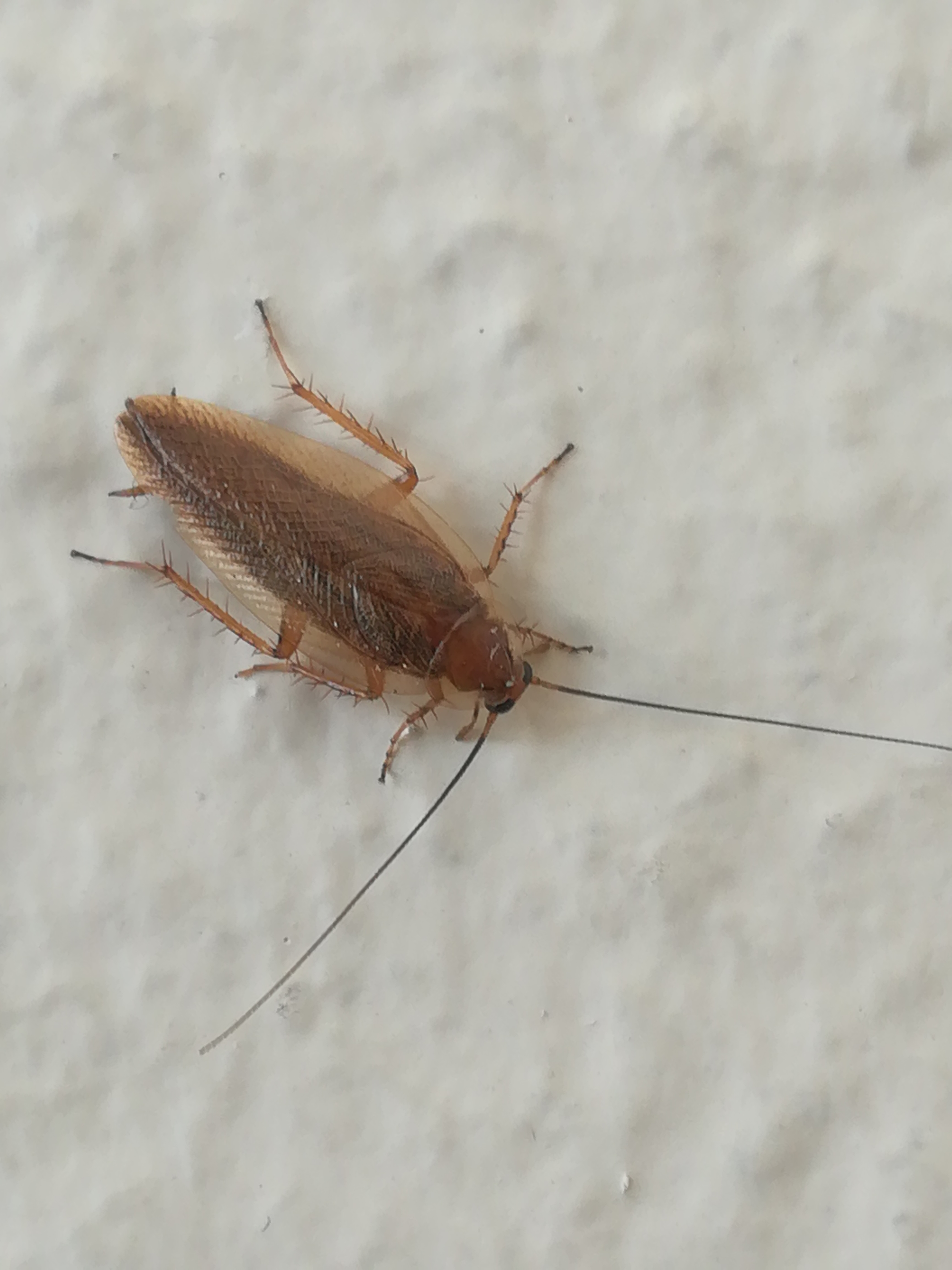
Ein Männchen
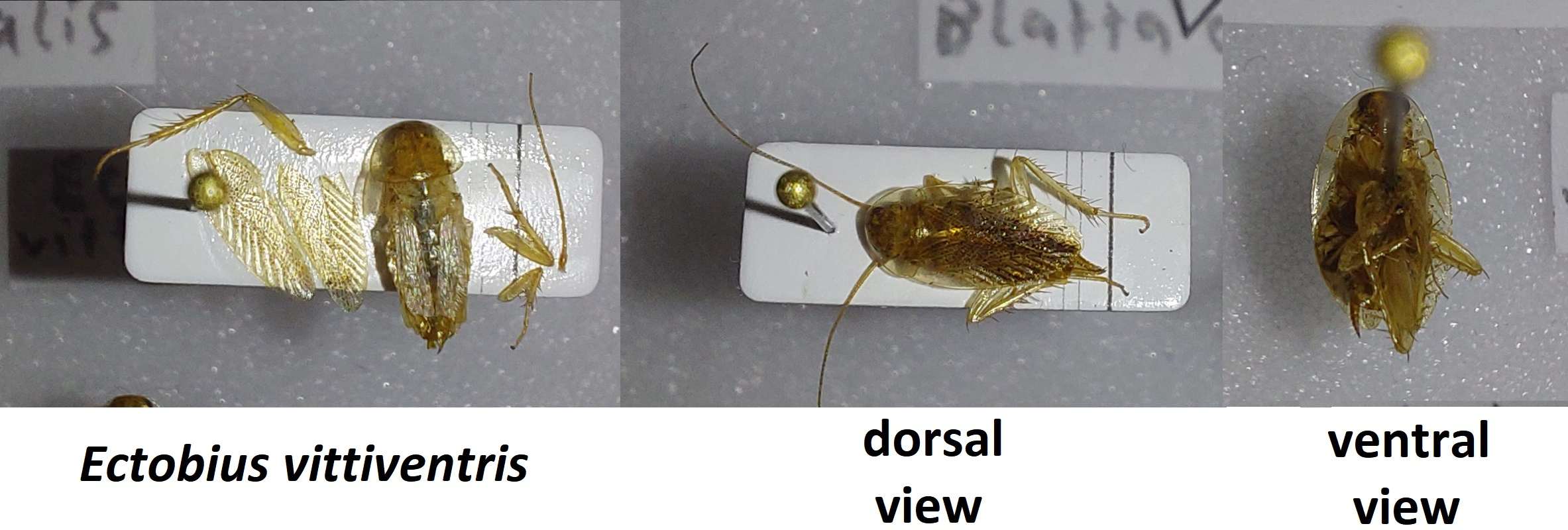
3 präparierte Exemplare, das rechte Bild zeigt die Bauchseite einer Bernstein-Waldschabe

## Ähnliche Arten
Die Bernstein-Waldschabe wird in Mitteleuropa häufig mit anderen Arten verwechselt. Die ähnlichsten Arten sind:
- Tanger-Waldschabe (Planuncus tingitanus)
- Blasse Waldschabe (Ectobius pallidus)
- Deutsche Schabe (Blattella germanica)

Tanger-Waldschabe
Die beiden Arten werden sehr häufig miteinander verwechselt. Bei beiden handelt es sich um im 21. Jahrhundert nach Mitteleuropa eingewanderte Arten aus Südeuropa. Bei der Tanger-Waldschabe (Planuncus tingitanus) reichen die Flügel der Adulti nicht oder gerade nur bis zum Hinterleibsende, während sie bei der Bernstein-Waldschabe das Hinterleibsende deutlich überragen. Zudem befindet sich bei Planuncus ein weißlicher Streifen zwischen den Augen auf der Stirn. Dieser fehlt der Bernstein-Waldschabe. Die frühen Nymphstadien von Planuncus sind zudem schwarz gefärbt, mit einem weißen Querstreifen, während sie bei der Bernstein-Waldschaben den Imagines ähneln. In Farbe, Form und Größe gleichen sie sich ansonsten sehr stark, das Abdomen ist bei Planuncus jedoch dunkel gefärbt und bei E. vittiventris heller. Dieses ist jedoch meist von den Flügeln verdeckt und schwer erkennbar. Die Bedornung der Unterseite der Mittel- und Hinterschenkel bietet auch ein sicheres Unterscheidungsmerkmal, s. oben.
Blasse Waldschabe
Auch die Blasse Waldschabe (Ectobius pallidus) sieht der Bernstein-Waldschabe sehr ähnlich. Farbe, Form und Größe sind nahezu gleich. Zudem breitet sich die Blasse Waldschabe auch stark nach Osten aus und ist mittlerweile selbst in der Osthälfte Deutschlands zu finden.
Bei den Weibchen ist eine Unterscheidung anhand der Oothek möglich. Diese ist bei der Blassen Waldschabe glatt und weist bei der Bernstein-Waldschabe über 30 feine Längsleisten auf. Die Weibchen selbst haben bei der Blassen Waldschabe manchmal größere dunkle Punkte auf den Deckflügeln, bei der Bernstein-Waldschabe fehlen diese. Bei den Männchen bietet die Drüsengrube auf dem 8. Tergit ein sicheres Unterscheidungsmerkmal. Bei der Bernstein-Waldschabe ist diese queroval geformt und sehr groß, sie nimmt mehr als ein Drittel der Segmentbreite ein. Bei der Blassen Waldschabe ist sie rundlich bis queroval geformt und klein, sie nimmt weniger als ein Drittel der Segmentbreite ein.
Deutsche Schabe
Von der Deutschen Schabe lässt sich die Art recht einfach durch die dunklen Längsstreifen unterscheiden, die nur bei der Deutschen Schabe vorkommen.
In Größe, Form und Farbe ähnelt die Bernstein-Waldschabe sehr der Deutschen Schabe (Blattella germanica), die als Hygiene-Schädling gefürchtet ist und meist bekämpft wird. Der auffälligste Unterschied ist der einheitlich braune Halsschild bei der Bernstein-Waldschabe, der bei der Deutschen Schabe zwei dunkle Längsstreifen besitzt. Während die Deutsche Schabe meist nur nachts aktiv ist, sich tagsüber versteckt hält und vor Licht flieht, ist die Bernstein-Waldschabe auch tagaktiv. Die Adulti der Bernstein-Waldschabe sind relativ gut flugfähig, während bei der Deutschen Schabe auch die Adulti nicht fliegen können.

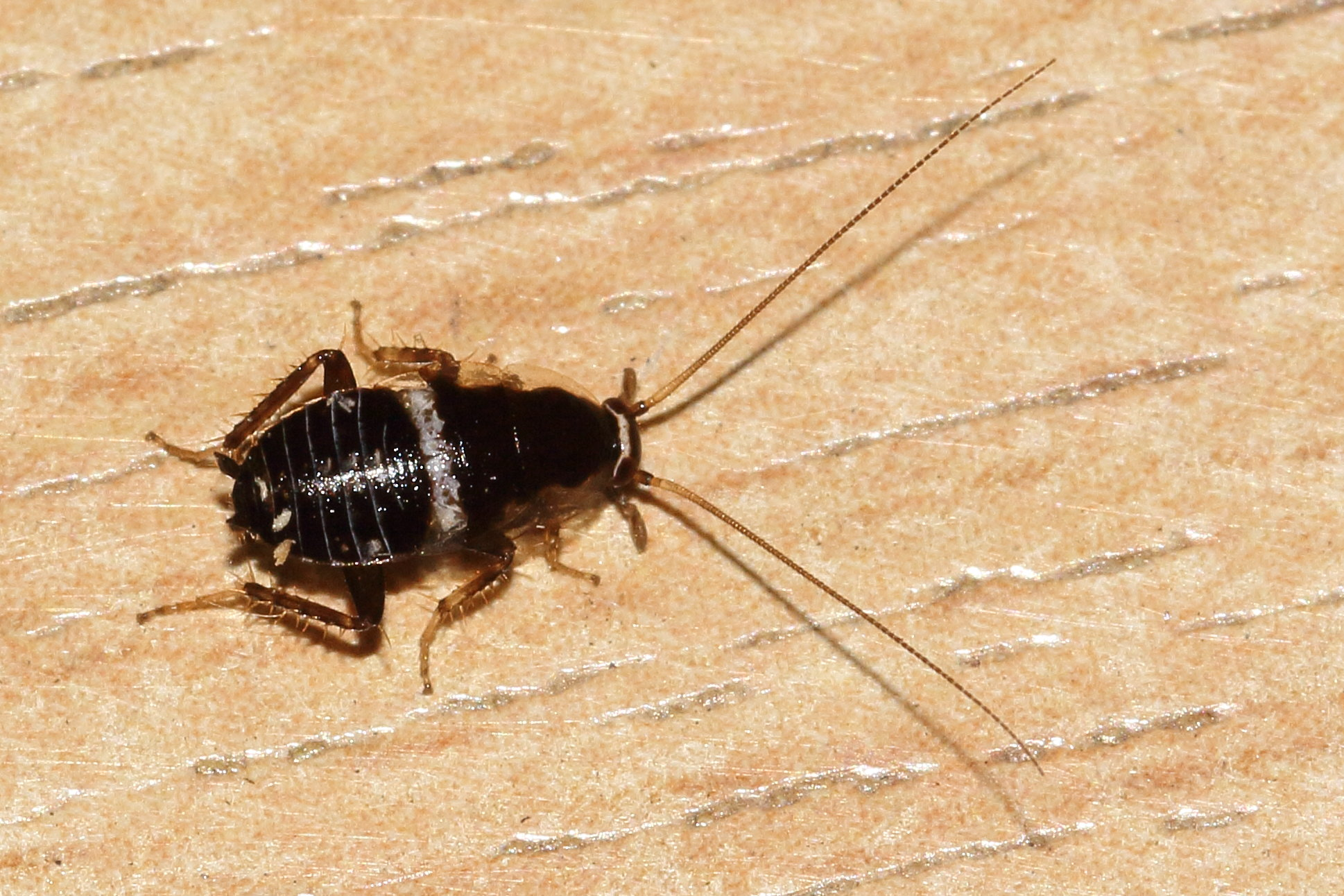
Eine Nymphe von Planuncus tingitanus
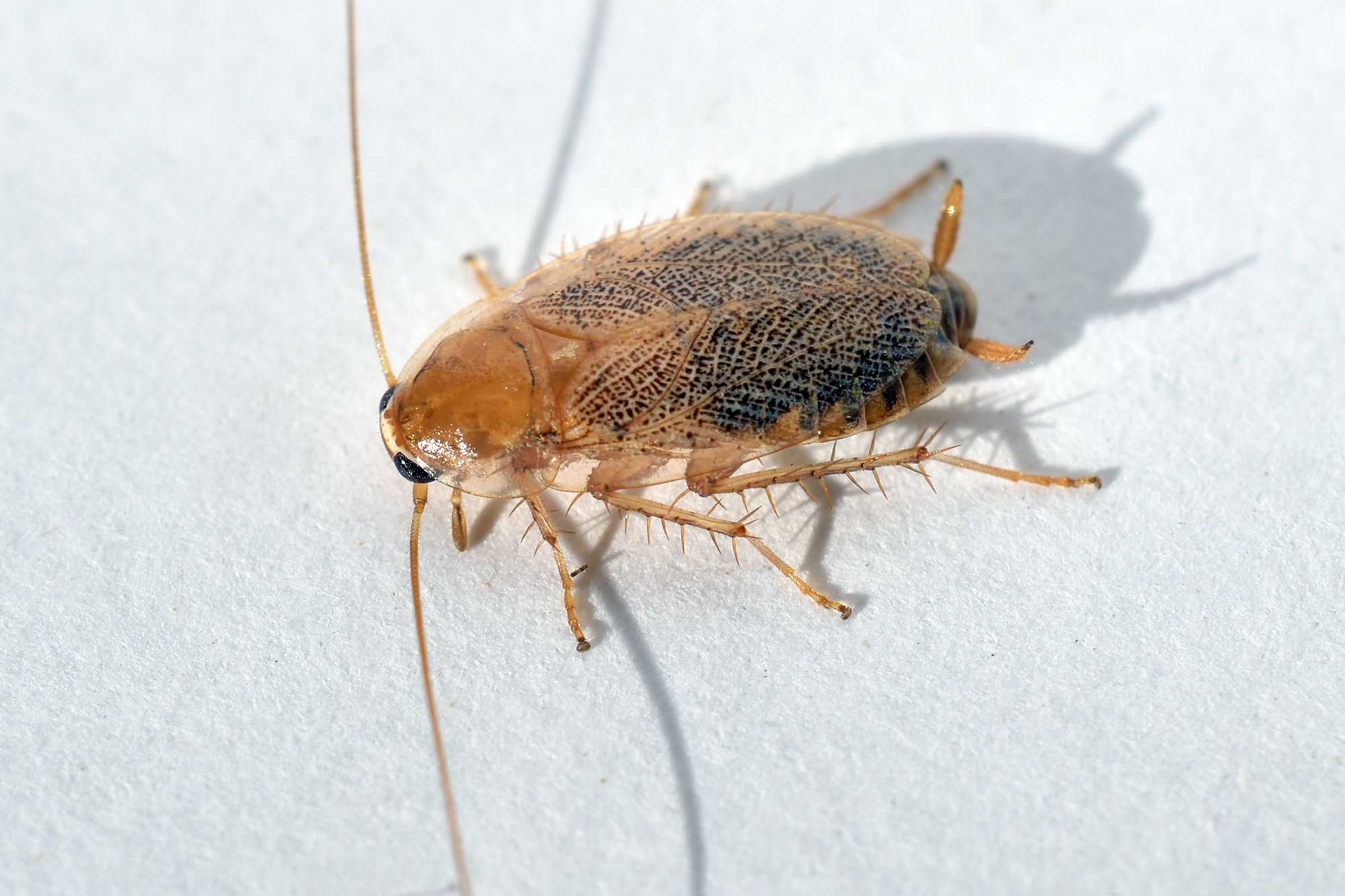
Ein typisches Exemplar von Planuncus tingitanus mit kurzen Flügeln, einem dunklen Hinterleib und dem weißen Streifen auf der Stirn
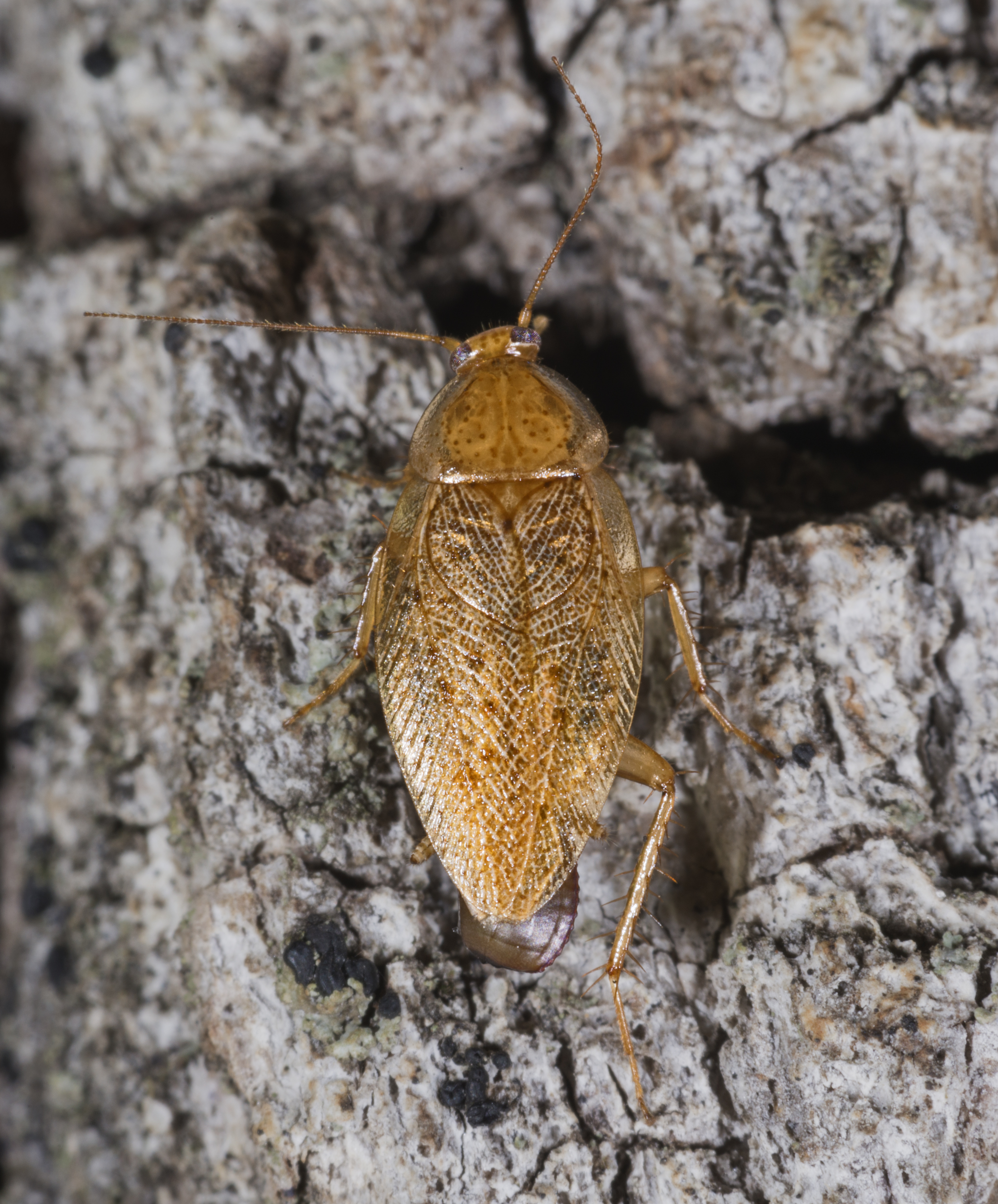
Die sehr ähnliche Blasse Waldschabe
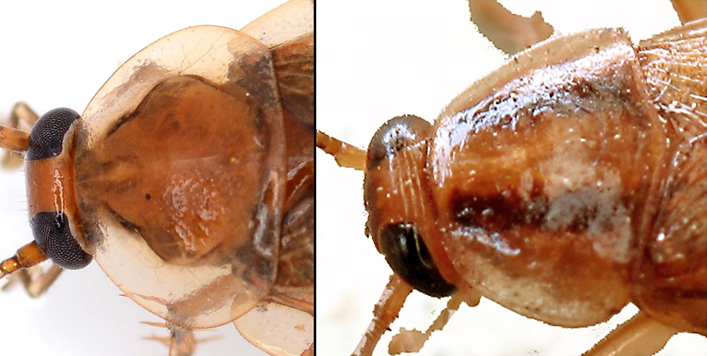
Halsschilde der Bernstein-Waldschabe (links) und der Deutschen Schabe (rechts, mit zwei dunklen Längsstreifen) im Vergleich
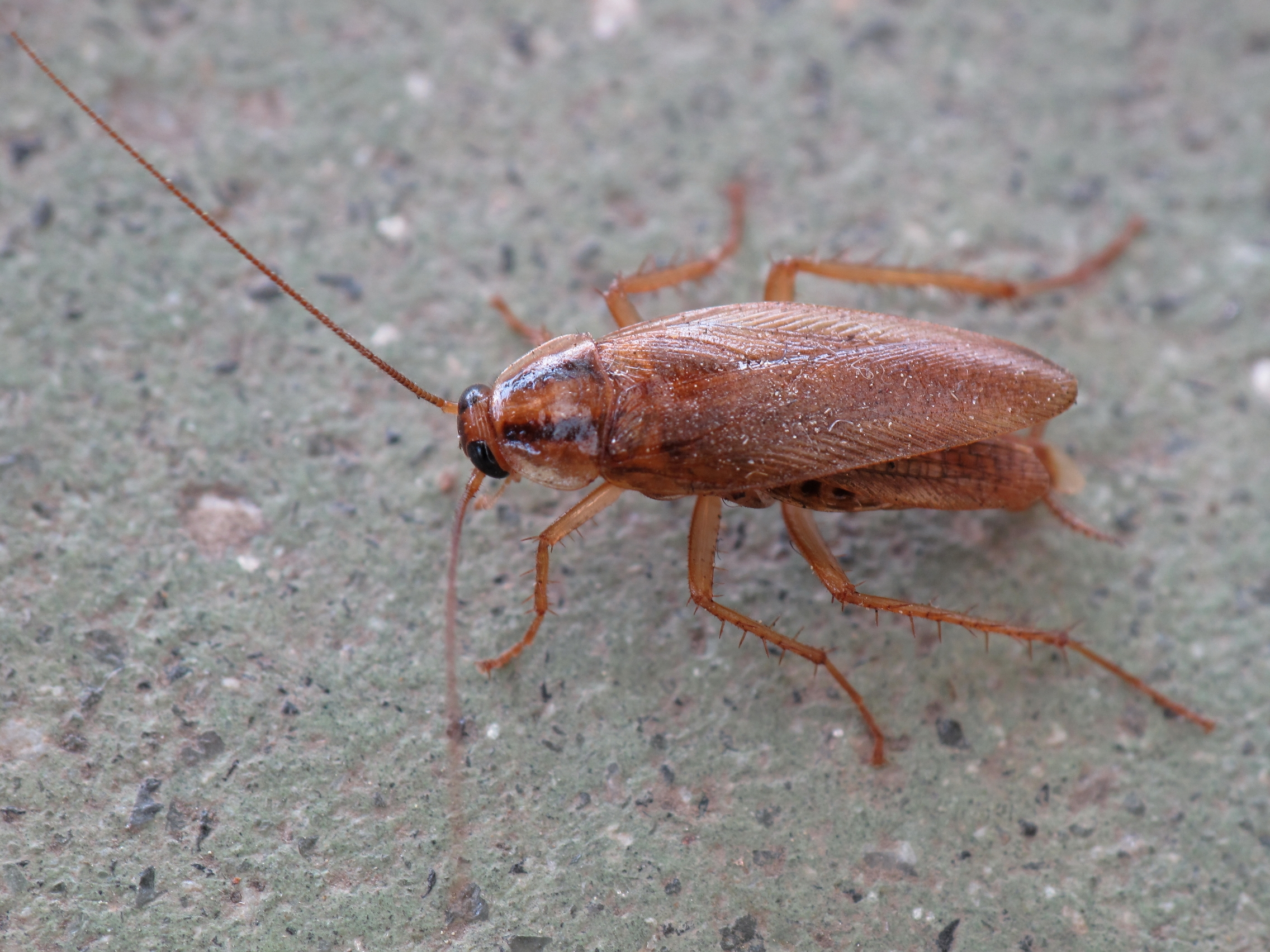
Vollständige Ansicht einer Deutschen Schabe

## Verbreitung und Ausbreitung nach Norden
Das ursprüngliche Verbreitungsgebiet der Art liegt in Süd- bis Südosteuropa, genauer in Italien, Slowenien, Kroatien sowie östlich bis zum Kaukasus. Es sind auch vereinzelte Vorkommen aus Portugal, Spanien und Südfrankreich inklusive Korsika bekannt – dabei kann es sich aber auch um eingeschleppte Populationen handeln. Die Nordgrenze des ursprünglich natürlichen Habitats ist die Südseite der Alpen, genauer das Tessin.
Seit etwa 1999 hat sich die Art nach Norden hin ausgebreitet. Erste Funde stammten aus der Nordschweiz (z. B. Zürich, Winterthur). Seit 2002 ist sie in Deutschland (Baden-Württemberg) nachgewiesen.  2006 wurde Thüringen erreicht, 2011 erfolgte der Erstnachweis für Bayern und Rheinland-Pfalz. Seit 2015 ist sie für Nordrhein-Westfalen nachgewiesen. Seit 2018 wurde sie vermehrt in Wiener Gärten und in Gartenwohnungen beobachtet.
Stand 2022 kommt die Art in ganz Deutschland mit Ausnahme von Schleswig-Holstein vor. Besonders häufig ist sie im Südwesten, wo sie in Baden-Württemberg, Bayern mit Ausnahme des Ostens, dem Süden Hessens und dem Südosten von Rheinland-Pfalz sehr weit verbreitet ist. Auch am Niederrhein wird sie häufig gefunden. Die thermophile Art wird durch die globale Erwärmung begünstigt und breitet sich mittlerweile vor allem in den Wärmegebieten und Städten stark aus. Hier kommt es in warmen Jahren auch häufig zu Massenvermehrungen. In Deutschland ist sie mittlerweile eine der am häufigsten nachgewiesenen Schabenarten. Vor allem in manchen Städten kommt sie massenweise vor, so in der Metropolregion Rhein-Neckar und dem Rhein-Main-Gebiet (Frankfurt am Main, Wiesbaden, Mainz, Heidelberg …), in Stuttgart, München und Bonn. Eine weitere Verbreitung in der Zukunft ist sehr wahrscheinlich. Auch in den Niederlanden, Belgien, Luxemburg, Tschechien, der Schweiz, Österreich, der Slowakei und Ungarn konnte sich die Art etablieren sowie in Teilen Ostfrankreichs und Südenglands.

## Lebensraum
Der natürliche Lebensbereich der Bernstein-Waldschabe befindet sich im Freiland in niedrigen Gebüschen und in Gärten, gerne unter Töpfen. Sie ernährt sich von sich zersetzendem Pflanzenmaterial. Warme, trockene Sommer können eine Massenvermehrung begünstigen. Dann ist die Wahrscheinlichkeit groß, dass die Tiere auch in Wohnungen zu finden sind.

## Taxonomie
Die Art wurde 1847 von Achille Costa als Blatta vittiventris erstbeschrieben. Weitere Synonyme lauten Ectobius grandis Ramme, 1922, Ectobius neolividus Frühstorfer, 1921 und Ectobius vitreus Ramme, 1923.